# Frankemaheerdbrug
De Frankemaheerdbrug (brug 1011) is een bouwkundig kunstwerk in Amsterdam-Zuidoost.
Deze verkeersbrug is gelegd in de Dolingadreef over het Frankemaheerdpad heen. Daarmee draagt het bij aan de gescheiden verkeersstromen binnen Amsterdam-Zuidoost. De dreven voor snelverkeer liggen op dijklichamen, de paden voor voetgangers en fietsers liggen op maaiveldniveau. De brug is direct vernoemd naar het onderliggende voet- en fietspad en daarmee indirect naar een boerderij nabij Groninger dorp Warffum.
Werkzaamheden bestaande uit de ophoging van de Dolingadreef begonnen in 1967. In 1968 ging de paalfundering van deze door Dirk Sterenberg en de Dienst der Publieke Werken ontworpen brug de grond in. Sterenbergs handtekening is terug te vinden in de afgeronde randplaten, leuningen en ook de brugpijlers. Ook “zijn” elektriciteitskastje ontbreekt niet. Andere kenmerken zijn de geometrisch vormgegeven brugpijlers en de lantaarns geplaatst op een aan de brugpijler verbonden plateau buiten de eigenlijke brug.
Nog geen dertig meter van deze brug 1011 ligt brug 1101.

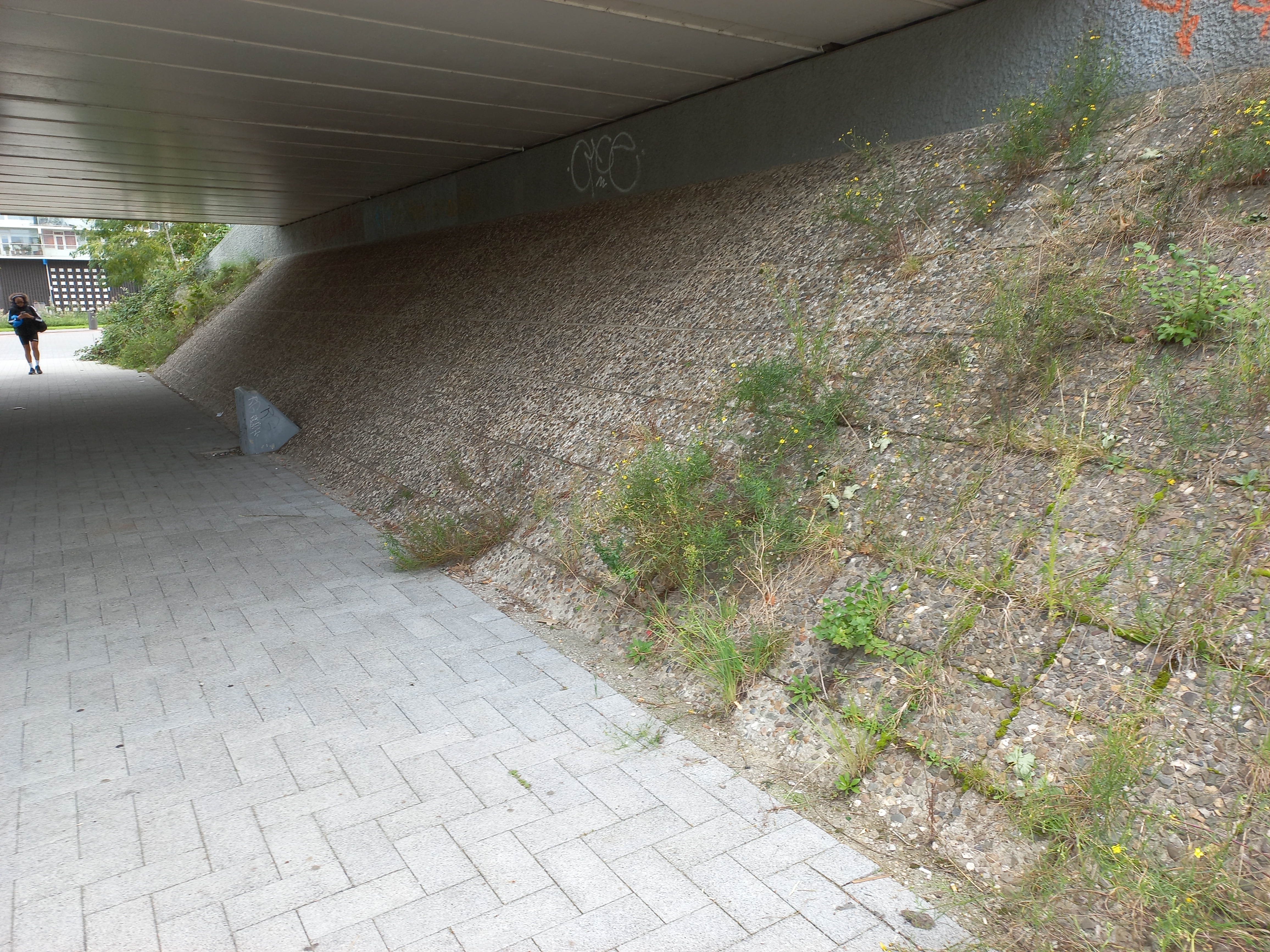
Kastje (september 2023)

<<< · 1000 · 1001 · 1002 · 1003 · 1004 · 1005 · 1006 · 1007 · 1008 · 1009 · 1010 · 1011 · 1012 · 1013 · 1014 · 1018 · 1028 · 1029 · 1030 · 1032 · 1033 · 1034 · 1035 · 1036 · 1037 · 1038 · 1039 · 1040 · 1041 · 1044 · 1045 · 1046 · 1048 · 1049 · 1050 · 1051 · 1062 · 1063 · 1064 · 1065 · 1066 · 1067 · 1076 · 1077 · 1078 · 1083 · 1090 · 1092 · 1093 · 1094 · 1095 · 1096 · 1097 · 1098 · 1099 · >>>
Brugnummers  1015, 1016, 1017, 1019, 1020, 1021, 1022, 1023, 1024, 1025, 1026, 1027, 1031, 1042, 1043, 1047, 1052/1053 (niet gebouwd), 1054, 1055, 1056, 1057, 1058, 1059, 1060, 1061, 1068, 1069-1075, 1079, 1080, 1081, 1082, 1084-1088, 1089 en 1091 (onbekend) zijn niet meer vergeven. De meesten daarvan zijn gesloopt in verband met sanering Zuidoost. Alle bruggen lagen en liggen in Zuidoost behalve bruggen 1000 en 1002.